# フアン・バエナ
フアン・バエナ・ルイス（Juan Baena Ruiz、1950年5月18日 - 2012年9月28日）は、スペイン・セウタ出身の元サッカー選手。ポジションはDF。